# Network operations center

## Hálózatfelügyelet ([Network Operations Center])

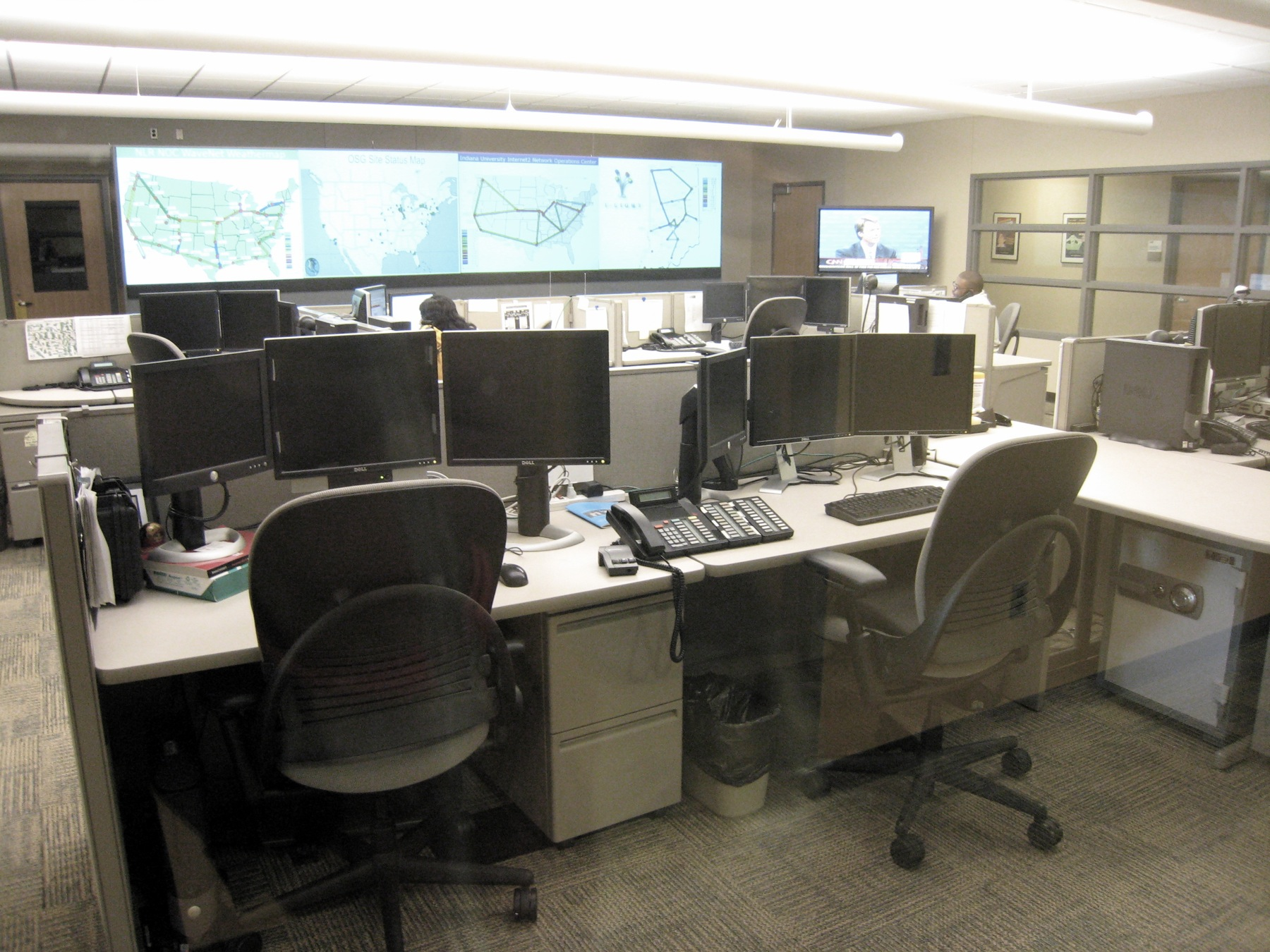
Egy tipikus NOC képe. Rengeteg monitor (elől).

A hálózatfelügyelet ( [NOC], [NCC] ) egy vagy több olyan helyszín, ahonnan a számítógépes, televíziós, vagy távközlési hálózatok irányítása történik.
A nagyobb szervezetek több NOC-t is üzemeltethetnek, akár azért, hogy különböző hálózatokat felügyeljenek, vagy azért, hogy az egyik állomás elérhetetlensége vagy megállása esetén is biztonsággal el tudják látni a hálózatfelügyeleti feladatokat.

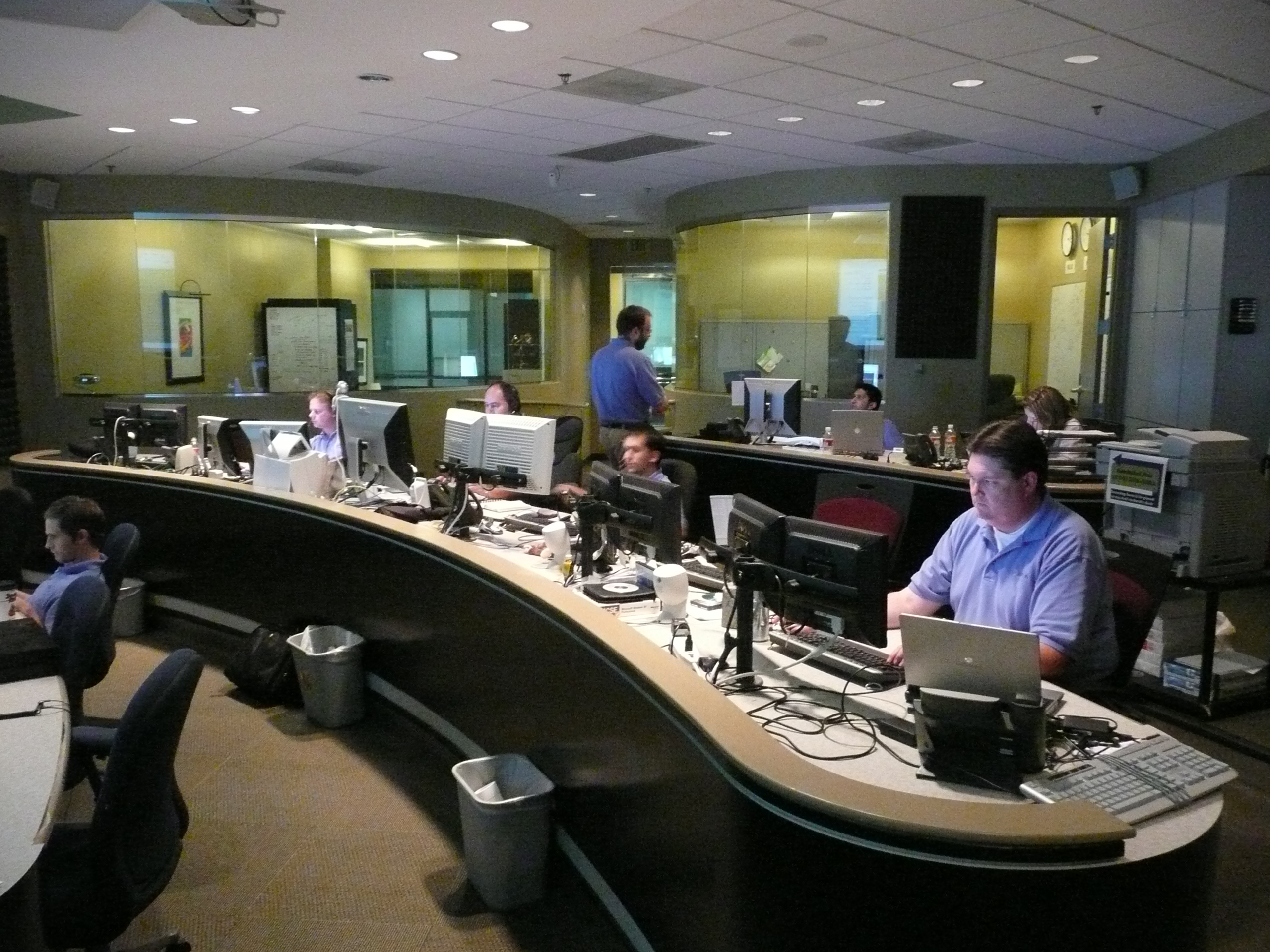
Specialisták az Architel NOC-nál

A NOC felelős a hálózaton felmerülő riasztások és bizonyos körülmények figyeléséért, melyek különleges figyelmet érdemelnek, hogy elkerüljék a hálózat minőségének romlását. Például, a telekommunikációban, a NOC felelős a tápellátási hibákért, kommunikációs vonalak riasztásaiért (úgy, mint bit hibák, keret hibák, vonal-kódolási hibák, és áramköri megszakadások) és egyéb minőségi romlásokért, melyek a hálózatot befolyásolhatják. 
A NOC-ok kivizsgálják a problémákat, lépéseket tesznek az elhárításukért, a site-technikusokkal és más NOC-okkal kommunikálnak, és naplózzák a felmerülő hibákat. Ha szükséges, továbbítják a problémát a megfelelő személynek. Komolyabb hibák esetén, melyek nem megelőzhetők, mint pl. áramellátási hiba, vagy optikai kábel-szakadás, a NOC azonnal köteles felvenni a kapcsolatot a specialistákkal, hogy megszüntessék a hiba okát.
A NOC gyakran hierarchikus módon továbbítja a hibajelenségeket, tehát, ha egy probléma nincs megoldva egy bizonyos időkereten belül, egy magasabb szintet értesítenek a megoldás felgyorsítása érdekében.